# 角竜類
角竜類（つのりゅうるい、学名: Ceratopsia）は、鳥盤目角竜下目に属し、トリケラトプス（Triceratops）に代表される角を持ったサイのような恐竜、ケラトプス類とその祖先、またオウムのようなくちばしの小型恐竜プシッタコサウルス (Psittacosaurus) からなる植物食恐竜の分類群である。分類名の由来となった恐竜ケラトプスの属名はceras（角）とops（顔）の合成語で、「角の顔」の意。和名は英名horned dinosaursの訳語にあたる。

## 形態的特徴
全体に共通した特徴は、オウムのようなくちばしを持つことである。また、プシッタコサウルス類以外の種（新角竜類 Neoceratopsia）では頭部の後方にフリルを持つ。復元図では、フリルには敵を威嚇する模様があったのではないかという想像にもとづいて目玉模様が描かれることがあるが、実際に模様があったという証拠が見つかっているわけではない。
角竜という名前ながら、最後期に出現したケラトプス科 (Ceratopidae) 以外の種は顕著な角は持っていない。
2023年に、角竜の頭部の機能的進化に関する最新情報をまとめた研究が発表されており、採食・種内闘争・外敵との闘争・ディスプレイなど多角的かつ総合的な視点から数多くの推察がなされている。

## 生息期間
プシッタコサウルスが白亜紀前期、それ以外は白亜紀後期からの発見であったが、近年中国でアーケオケラトプス (Archaeoceratops) やリャオケラトプス (Liaoceratops) といった原始的な新角竜類が白亜紀前期から発見されるようになった。白亜紀のごく早い時期に、同じ周飾頭亜目 (Marginocephalia) に分類されるパキケファロサウルス類（堅頭竜下目）との共通祖先から分化したと考えられる。
トリケラトプス・ホリドゥスは、K-Pg境界の直ぐ下の地層から発見される、恐竜で最後まで生き延びた種の一つである。このマーストリヒチアン最末期の北米では、頑強なトリケラトプス、頭部の巨大なトロサウルス、非常に小型のレプトケラトプスなどの角竜下目が確認されている。一時期は「トロサウルス=トリケラトプス疑惑」を含め、『白亜紀末には恐竜の多様性が衰退したのでは？』とする指摘もあった。また、カンパニアンには隆盛を誇ったセントロサウルス亜科が、マーストリヒチアン最末期では(化石記録上において)確実に影が薄くなっている事もまた事実である。

## 生息地域
東アジア、北アメリカ、南アメリカ。東アジアが起源でベーリング陸橋を経て北アメリカに移住したと考えられている。同様の例がハドロサウルス科 (Hadrosauridae) などに見られる。
ケラトプス科は長い間北アメリカのみに生息していたと考えられていたが、最近では中国、日本、ウズベキスタンでも見つかっている。

## 分類
まずフリルのある新角竜類と、フリルが無く前肢の指の数が（他の角竜類が5本なのに対して）4本であるプシッタコサウルス科 (Psittacosauridae) に分けられる。新角竜類以下の分類には、今なお議論がある。
レプトケラトプス科
後述のプロトケラトプス科やケラトプス科より原始的で、一般的に体もフリルも小さいが、レプトケラトプスやウダノケラトプスは例外的にどのプロトケラトプス科のものよりも大きい。北米やアジアだけでなく、ヨーロッパやオーストラリアでもこのグループのものと見られる化石が発見されている。以前はプロトケラトプス科に含まれていた種もある。
プロトケラトプス科
ケラトプス科よりいくぶん原始的な種。角が無いか、あってもごく小さい。尾の断面が平たいものもいる。
プロトケラトプス科は、プシッタコサウルス科とケラトプス科の間の多様な種を一括りにした恣意的な分類群であった。側系統群である可能性が指摘されていた為、再分析が行われた。その結果いくつかの科が独立し、妥当な自然分類群となった。
ケラトプス科
四足歩行で角かこぶを持ち、フリルが発達し、尾の断面が丸い。奥歯のデンタルバッテリーによって特徴づけられる。
カスモサウルス亜科 (Chasmosaurinae)
目の上の角が大きく、鼻の上の角は小さい。フリルは大きいものが多い 。ホーンレットは目立たない。
セントロサウルス亜科 (Centrosaurinae)
鼻の上の角が大きく、目の上の角は小さく、フリルもあまり大きくない。派手なホーンレットをもつものが多い。
新角竜類の中でも、プロトケラトプス科とケラトプス科をまとめたグループを、コロノサウルス類またはコロノサウリア（Coronosauria）と言う。

## 属の一覧
角竜下目
- インロング (Yinlong)
- カオヤングサウルス科 (Chaoyangsauridae)
  - カオヤングサウルス (Chaoyangsaurus)
  - シュアンフアケラトプス (Xuanhuaceratops)
- プシッタコサウルス科 (Psittacosauridae)
  - プシッタコサウルス (Psittacosaurus)
  - ホンシャノサウルス (Hongshanosaurus)
- 新角竜類 (Neoceratopsia)
  - ヤマケラトプス (Yamaceratops)
  - アウロラケラトプス (Auroraceratops)
  - アルカエオケラトプス科 (Archaeoceratopidae)
    - アルカエオケラトプス (Archaeoceratops)
    - リャオケラトプス (Liaoceratops)

  - バガケラトプス科 (Bagaceratopidae)
    - バガケラトプス (Bagaceratops)
    - ゴビケラトプス (Gobiceratops)
    - アイカケラトプス (Ajkaceratops)

  - レプトケラトプス科 (Leptoceratopidae)
    - レプトケラトプス (Leptoceratops)
    - バイノケラトプス (Bainoceratops)
    - ケラシノプス (Cerasinops)
    - モンタノケラトプス (Montanoceratops)
    - プレノケラトプス (Prenoceratops)
    - ウダノケラトプス (Udanoceratops)

  - プロトケラトプス科 (Protoceratopidae)
    - プロトケラトプス (Protoceratops)
      - ?セレンディパケラトプス (Serendipaceratops)

    - グラキリケラトプス (Graciliceratops)
    - ブレヴィケラトプス (Breviceratops)
    - ラマケラトプス (Lamaceratops)
    - マグニロストリス (Magnirostris)
    - プラティケラトプス (Platyceratops)

  - ケラトプス上科 (Ceratopsoidea)
    - ズニケラトプス (Zuniceratops)
    - トゥラノケラトプス (Turanoceratops)
    - クラスペドドン (Craspedodon)

  - ケラトプス科 (Ceratopidae)
    - セントロサウルス亜科 (Centrosaurinae)
      - セントロサウルス (Centrosaurus)
        - エウセントロサウルス (Eucentrosaurus)

      - コロノサウルス (Coronosaurus)
      - ディアブロケラトプス (Diabloceratops)
      - マカイロケラトプス (Machairoceratops)
      - アルベルタケラトプス (Albertaceratops)
      - ゼノケラトプス (Xenoceratops)
      - メデューサケラトプス (Medusaceratops)
      - シノケラトプス(Sinoceratops)
      - クリッテンデンケラトプス(Crittendenceratops)
      - イェフエカウケラトプス (Yehuecauhceratops)
      - ?アヴァケラトプス (Avaceratops)
      - ナーストケラトプス (Nasutoceratops)
      - ?モノクロニウス (Monoclonius)
      - スピノプス (Spinops)
      - スティラコサウルス (Styracosaurus)
      - ルベオサウルス (Rubeosaurus)
      - ?ブラキケラトプス (Brachyceratops)
      - ステラサウルス(Stellasaurus )
      - エイニオサウルス (Einiosaurus)
      - アケロウサウルス (Achelousaurus)
      - パキリノサウルス (Pachyrhinosaurus)

    - ケラトプス亜科、カスモサウルス亜科 (Ceratopinae, Chasmosaurinae)
      - カスモサウルス (Chasmosaurus)
      - ?モジョケラトプス (Mojoceratops)
      - ?エオケラトプス (Eoceratops)
      - ?ケラトプス (Ceratops)
      - ジュディケラトプス (Judiceratops)
      - ヴァガケラトプス (Vagaceratops)
      - アンキケラトプス (Anchiceratops)
      - メルクリケラトプス (Mercuriceratops)
      - スピクリペウス (Spicrypeus)
      - コスモケラトプス (Kosmoceratops)
      - ウェンディケラトプス(Wendiceratops)
      - アリノケラトプス (Arrhinoceratops)
      - ユタケラトプス (Utahceratops)
      - アグジャケラトプス (Agujaceratops)
      - ペンタケラトプス (Pentaceratops)
      - コアフイラケラトプス (Coahuilaceratops)

    - トリケラトプス族 (Triceratopsini)
      - トリケラトプス (Triceratops)
      - ?タタンカケラトプス (Tatankaceratops)
      - トロサウルス (Torosaurus)
      - ブラヴォケラトプス (Bravoceratops)
      - オジョケラトプス (Ojoceratops)
      - ティタノケラトプス (Titanoceratops)
      - レガリケラトプス (Regaliceratops)
      - エオトリケラトプス (Eotriceratops)
      - ディスガヌス(Dysganus)
      - ネドケラトプス（Nedoceratops）
      - ?アガタウマス（Agathaumas）
      - ?ポリオナクス（Polyonax）
      - ?ミフネキサウルス（mihunekisaurus）

プロトケラトプス科の単系統性を否定するポール・セレノによる分類では以下のようになる。
新角竜類 (Neoceratopsia)
- アルカエオケラトプス
- リャオケラトプス
- バガケラトプス
- コロノサウルス類 (Coronosauria)
  - プロトケラトプス科
    - プロトケラトプス
    - ブレヴィケラトプス

  - ケラトプス上科 (Ceratopoidae)
    - モンタノケラトプス
    - レプトケラトプス
    - ケラトプス科
      - ケラトプス亜科
      - セントロサウルス亜科